# Município Golungo Alto
Município Golungo Alto är en kommun i Angola.   Den ligger i provinsen Cuanza Norte, i den nordvästra delen av landet, 160 km öster om huvudstaden Luanda.
I omgivningarna runt Município Golungo Alto växer i huvudsak städsegrön lövskog. Runt Município Golungo Alto är det ganska glesbefolkat, med 23 invånare per kvadratkilometer.